# Desaliñada
Desaliñada és una pel·lícula espanyola de curtmetratge de ficció dirigida el 2001 per l'actor Gustavo Salmerón, en el que va ser el seu debut com a director.

## Sinopsi
Una amanida i un peix es coneixen en la cambra frigorífica d'un restaurant, que per ells suposa el moment previ a la mort. En aquestes circumstàncies, decideixen formar un únic plat que els condueixi a un amor etern.

## Repartiment
- Candela Peña	 ...	María Francisca
- Ernesto Alterio...	Lucio
- Guillermo Toledo...	Acelgo
- Santiago Chávarri 'Aco' ...	Dr. Broccoli
- Secun de la Rosa... Canc
- Malena Alterio	... Ensalada mixta
- Roberto Álamo...	Musclo
- Paula Soldevila ...	Ensalada de pollastre amb poma
- Raúl Fraire...	Psicoanalista
- Francisco Maestre ...	Don Rafael
- Ana Gracia...	Clienta

## Premis
XVII Premis Goya
- Goya al millor curtmetratge de ficció (guanyador)[2]

Festival de Curtmetratge Europeu de BrestPremi Canal Plus